# Jonathan Bennett
Jonathan D. Bennett (Rossford, 10 de junho de 1981) é um ator norte-americano. É mais conhecido por filmes como Mean Girls, Cheaper by the Dozen 2, Bachelor Party Vegas, Slightly Single in L.A. entre outros e participou também de séries de televisão como All My Children, Veronica Mars entre outras.

## Vida pessoal
Jonathan Bennett é filho de David Bennett, um fisicista, e Ruthanne Bennett. Possui dois meio-irmãos, Brian e Brent, e uma meia-irmã, Lisa.
Em novembro de 2017, o ator assumiu a homossexualidade e o relacionamento com o apresentador compatriota Jaymes Vaughan. Em 2021, Bennett e Vaughan se tornaram o primeiro casal gay a posar para a capa de uma edição da revista The Knot. Em março de 2022, os dois se casaram em Unico Riviera Maya Hotel, México.

## Filmografia
| Filmes | Filmes                              | Filmes                     | Filmes |
| Ano    | Título                              | Papel (Notas)              |        |
| ------ | ----------------------------------- | -------------------------- | ------ |
| 2002   | Eastwick                            | Simon (Filme de TV)        |        |
| 2003   | Season of Youth                     | Taylor                     |        |
| 2004   | Mean Girls                          | Aaron Samuels              |        |
| 2005   | 1/4life                             | Shane (Filme de TV)        |        |
| 2005   | Love Wrecked                        | Ryan Howell                |        |
| 2005   | Cheaper by the Dozen 2              | Bud McNulty                |        |
| 2006   | Bachelor Party Vegas                | Nathan (Vídeo)             |        |
| 2007   | The Dukes of Hazzard: The Beginning | Bo Duke (Filme de TV)      |        |
| 2009   | The Assistants                      | Zack Cooper                |        |
| 2009   | Van Wilder: Freshman Year           | Van Wilder (Vídeo)         |        |
| 2010   | Elevator Girl                       | Nick Sweeney (Filme de TV) |        |
| 2010   | The Mean Bean                       | Chad Bean                  |        |
| 2010   | Slightly Single in L.A.             | Seven                      |        |
| 2011   | Memorial Day                        | SSGT. Kyle Vogel           |        |
| 2011   | The Last Resort                     | Andy (Filme de TV)         |        |
| 2011   | Cats Dancing on Jupiter             | Ben Cross                  |        |
| 2012   | Music High                          | Jasper 'Jazz' Poland       |        |
| 2012   | Holiday High School Reunion         | Ben (Filme de TV)          |        |
| 2012   | Divorce Invitation                  | Michael                    |        |
| 2013   | Pawn                                | Aaron                      |        |
| 2013   | Police Guys                         | (Filme de TV)              |        |
| 2013   | The Secret Village                  | Greg                       |        |
| 2013   | Anything Is Possible                | George                     |        |
| 2013   | Authors Anonymous                   | William Bruce              |        |
| 2013   | Misogynist                          | Harrison                   |        |

| Televisão | Televisão                         | Televisão   | Televisão                   |
| Ano       | Título                            | Papel       | Notas                       |
| --------- | --------------------------------- | ----------- | --------------------------- |
| 2001      | All My Children                   | JR Chandler | 2 episódios (2001-2002)     |
| 2002      | Law & Order: Special Victims Unit | Kyle Fuller | Ep: "Deception"             |
| 2003      | Boston Public                     | Ethan Guest | Ep: "Chapter Sixty-Three"   |
| 2004      | Veronica Mars                     | Casey Grant | 2 episódios (2004-2005)     |
| 2005      | Smallville                        | Kevin Grady | Ep: "Blank"                 |
| 2007      | Cane                              | Brad        | Ep: "Time Away"             |
| 2011      | Good Job, Thanks!                 | Assistente  | Ep: "We All Need a Meeting" |
| 2013      | The Glades                        | Drew Green  | Ep: "Killer Barbecue"       |